# Proyección Hobo-Dyer

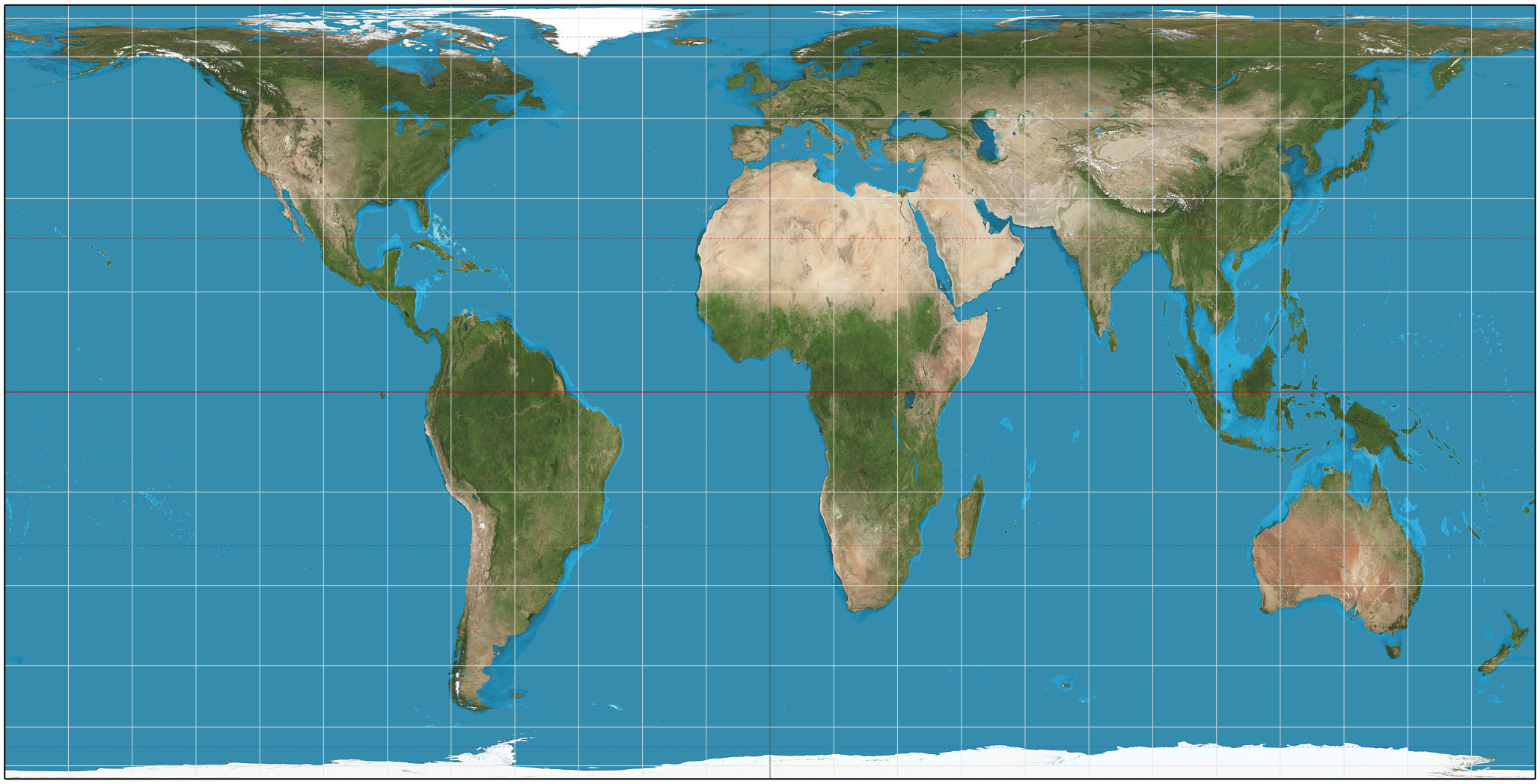
Mapamundi en proyección Hobo-Dyer, con el Norte arriba y centrado en el meridiano de Greenwich.

Indicatrices de deformación de Tissot para la proyección Hobo-Dyer.

La proyección Hobo–Dyer es una proyección cartográfica de tipo cilíndrico equivalente (es decir, que conserva las áreas) que toma como paralelos estándar (aquellos donde  no hay distorsión Norte-Sur ni Este-Oeste) el 37.5°N y el  37.5°S. El mapa fue encargado en 2002 por Bob Abramms y Howard Bronstein de la empresa ODT Inc., y dibujado por el cartógrafo Mick Dyer. Es una variación de la proyección Behrmann, inventada en la década de 1910. El nombre Hobo–Dyer viene de los nombres de pila de Bronstein y Abramms (Howard y Bob) y del  apellido de Dyer.
El mapamundi original de ODT está impreso por los dos lados, un lado con el Norte hacia arriba y el otro con el Sur hacia arriba. Esto, junto con el hecho de mostrar los tamaños relativos de los países de manera acorde a su superficie, busca presentar una perspectiva diferente a la de los mapamundis más habituales. Este objetivo es similar al de otras proyecciones de áreas iguales como la de Gall–Peters, pero la Hobo-Dyer es calificada por la ODT como «visualmente más satisfactoria». La proyección Hobo-Dyer estira menos que la Gall-Peters los territorios situados a bajas latitudes pero a cambio comprime más las tierras cercanas a los polos. 
En 2002, el Centro Carter utilizó la proyección Hobo-Dyer para un mapa de sus sedes en todo el mundo, que fue distribuido para celebrar la concesión a su fundador Jimmy Carter del Premio Nobel de la Paz.